# Машикулі
Машикулі́ (фр. machicoulis, від середньовічного французького сполучення «mache-col» — «бий у шию») — оборонний елемент верхніх ярусів середньовічних фортифікацій, що прийшов на заміну гурдиціям (підсябиттям). Застосовувавалися протягом XIV–XVI століть у фортецях Європи, Близького Сходу. Вони призначались для захисту підошóв оборонних мурів, де утворювались мертві зони, недосяжні для обстрілу з бійниць.
Фортифікатори розширювали бойові галереї верхніх ярусів на всій довжині оборонного муру та по периметру веж, перетворюючи їх на своєрідні навісні ґанки за рахунок випнутих за лінію оборонного муру кронштейнів; на них прикріплено парапет із бійницями. У підлозі поміж кронштейнами облаштовували отвори для вертикального обстрілу нападників біля підошви муру, щоб кидати на них каміння, лити гарячу смолу, окріп. Також машикулі могли мати вигляд нахилених стрільниць у товщі муру. Коли розпочато використовувати ренесансові земляні бастіонні фортифікації, машикулі вийшли з ужитку разом із застарілими оборонними мурами.

## Галерея

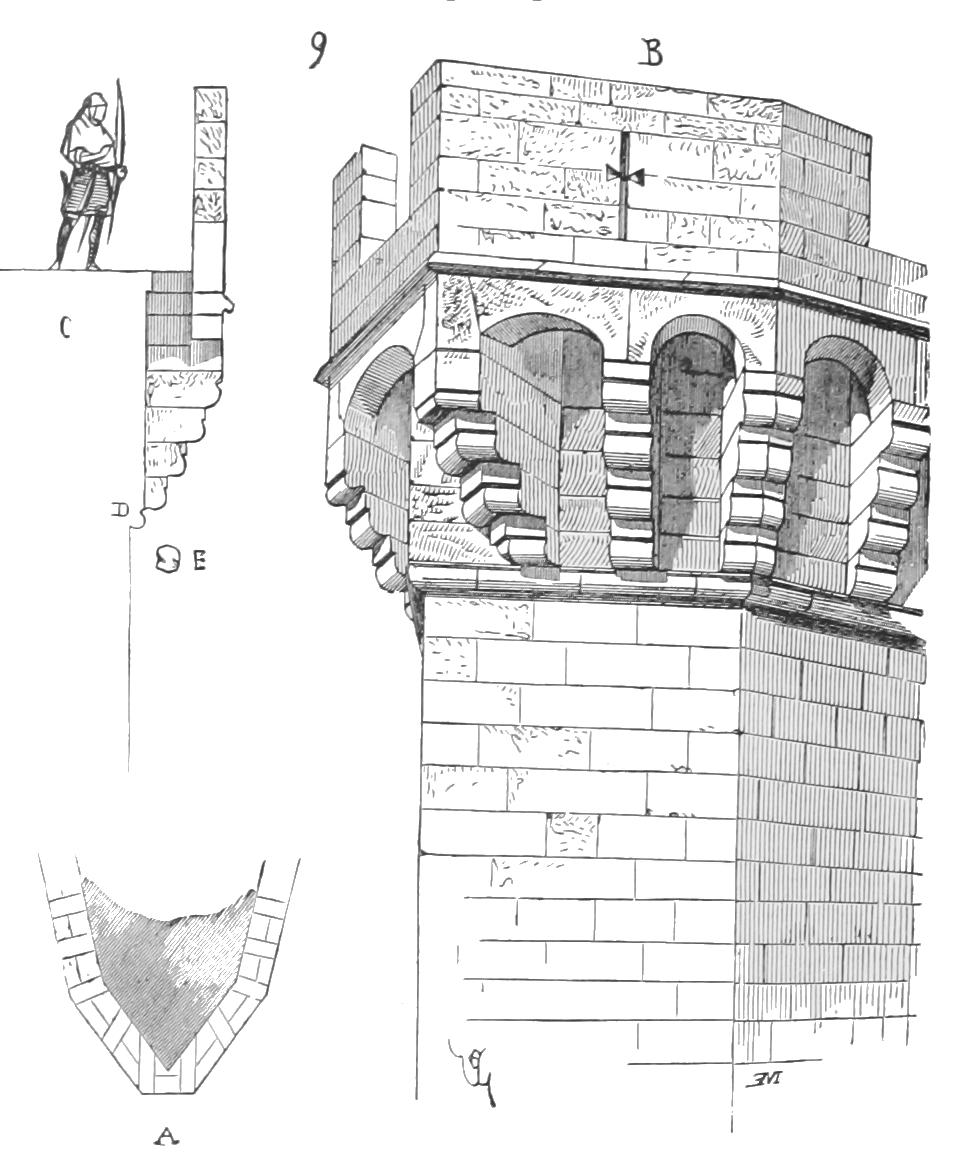
Схема машикулів за Віолле-ле-Дюком
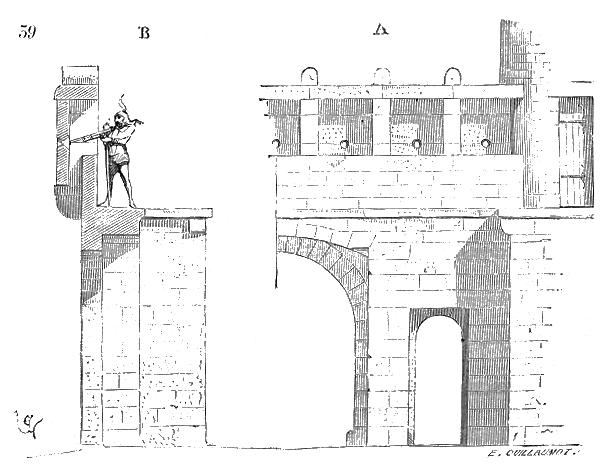
Схема оборонного муру з машикулями за Віолле-ле-Дюком
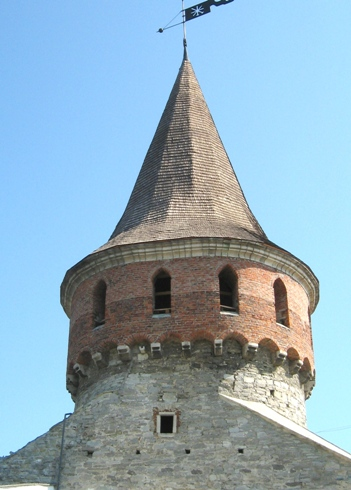
Машикулі вежі Старого замку Кам'янця-Подільського
Машикулі барбакану міської брами Кракова
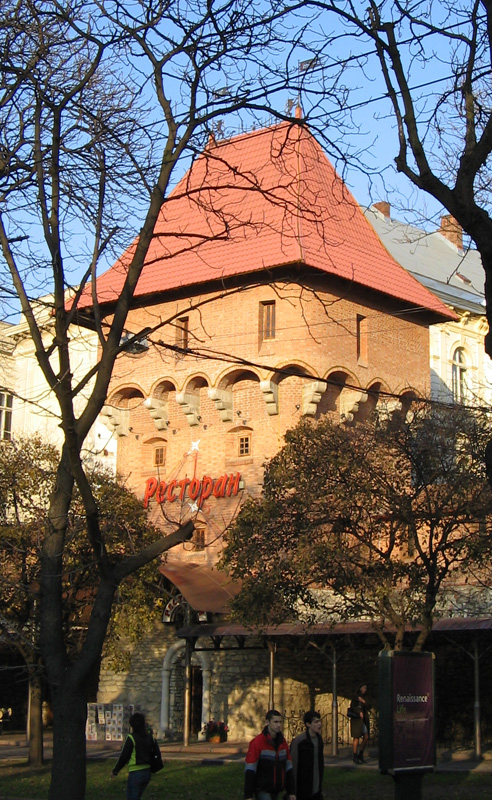
Машикулі в реконструкції вежі Високого муру Львова
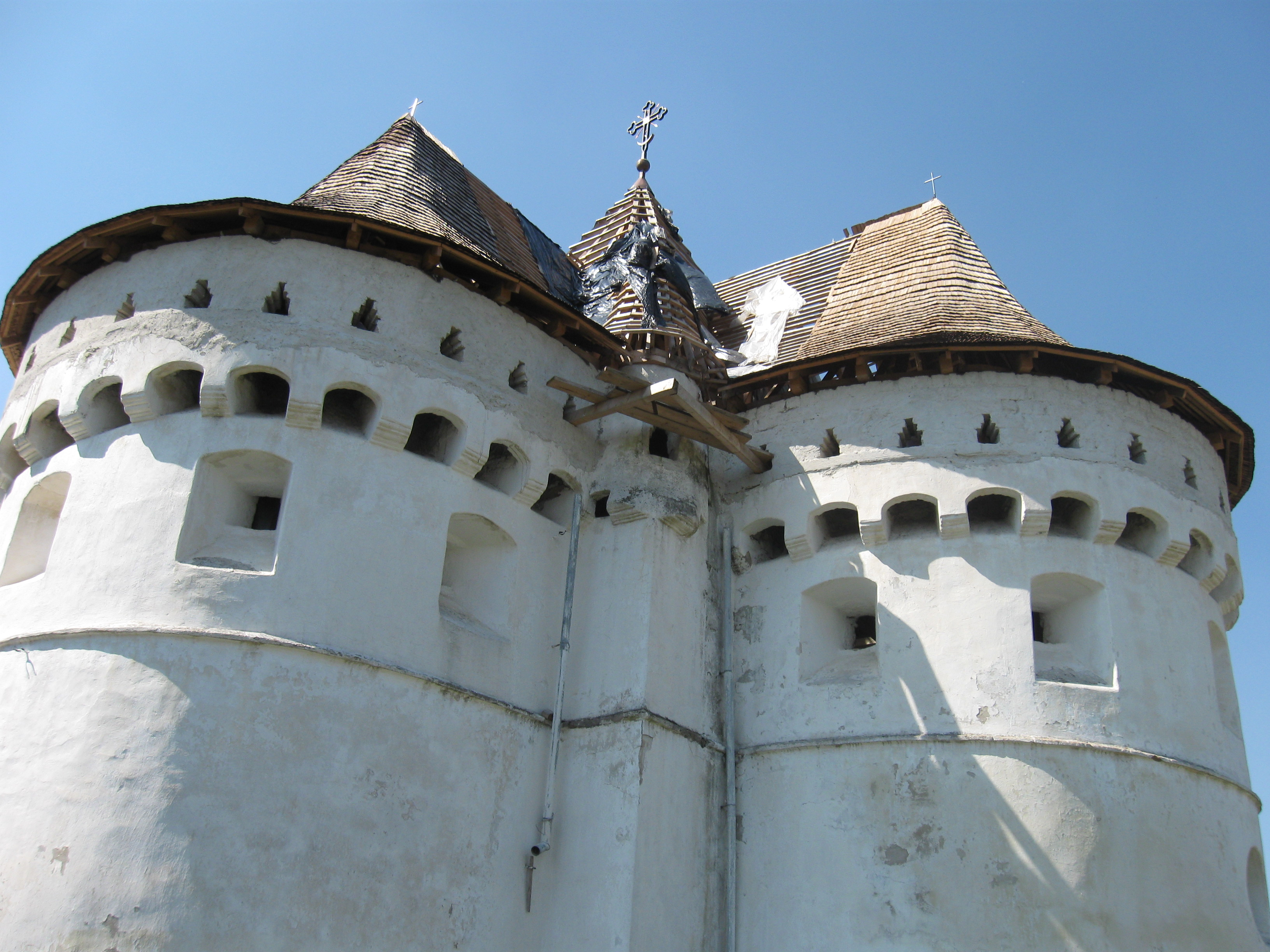
Свято-Покровська церква (Сутківці)